# Kiev oblast
Kiev oblast (ukrainskaː Київська область) är ett oblast (län) i Ukraina. Huvudorten är Kiev, som däremot inte är del av oblastet utan administreras särskilt ("stad med speciellt status"). Kiev oblast upprättades den 27 februari 1932., men ursprungliga områden i söder överlämnades till Tjerkasy oblast då det upprättades 7 januari 1954. 

## Länets städer efter folkmängd
- Bila Tserkva
- Brovary
- Boryspil
- Fastiv
- Irpin
- Vysjneve
- Vasylkiv
- Bojarka
- Obuchiv
- Perejaslav
- Butja
- Vysjhorod
- Slavutytj
- Jahotyn
- Bohuslav
- Skvyra
- Berezanj
- Ukrajinka
- Kotsubinske
- Hostomel
- Prypjat